# Коссёнчой
Коссёнчой (устар. Кос-Сённой) — река (по другим данным — ручей) в России, протекает по Республике Коми. Устье реки находится в 94 км по левому берегу реки Расъю. Длина реки составляет 11 км.

## Данные водного реестра
По данным государственного водного реестра России относится к Двинско-Печорскому бассейновому округу, водохозяйственный участок реки — Печора от истока до водомерного поста у посёлка Шердино, речной подбассейн реки — Бассейны притоков Печоры до впадения Усы. Речной бассейн реки — Печора.
Код объекта в государственном водном реестре — 03050100112103000059935.